# Зимняя психологическая школа СПбГУ
Зимняя психологическая школа СПбГУ — традиционное ежегодное выездное научно-практическое мероприятие молодых психологов, которое проводится в начале февраля под Санкт-Петербургом.

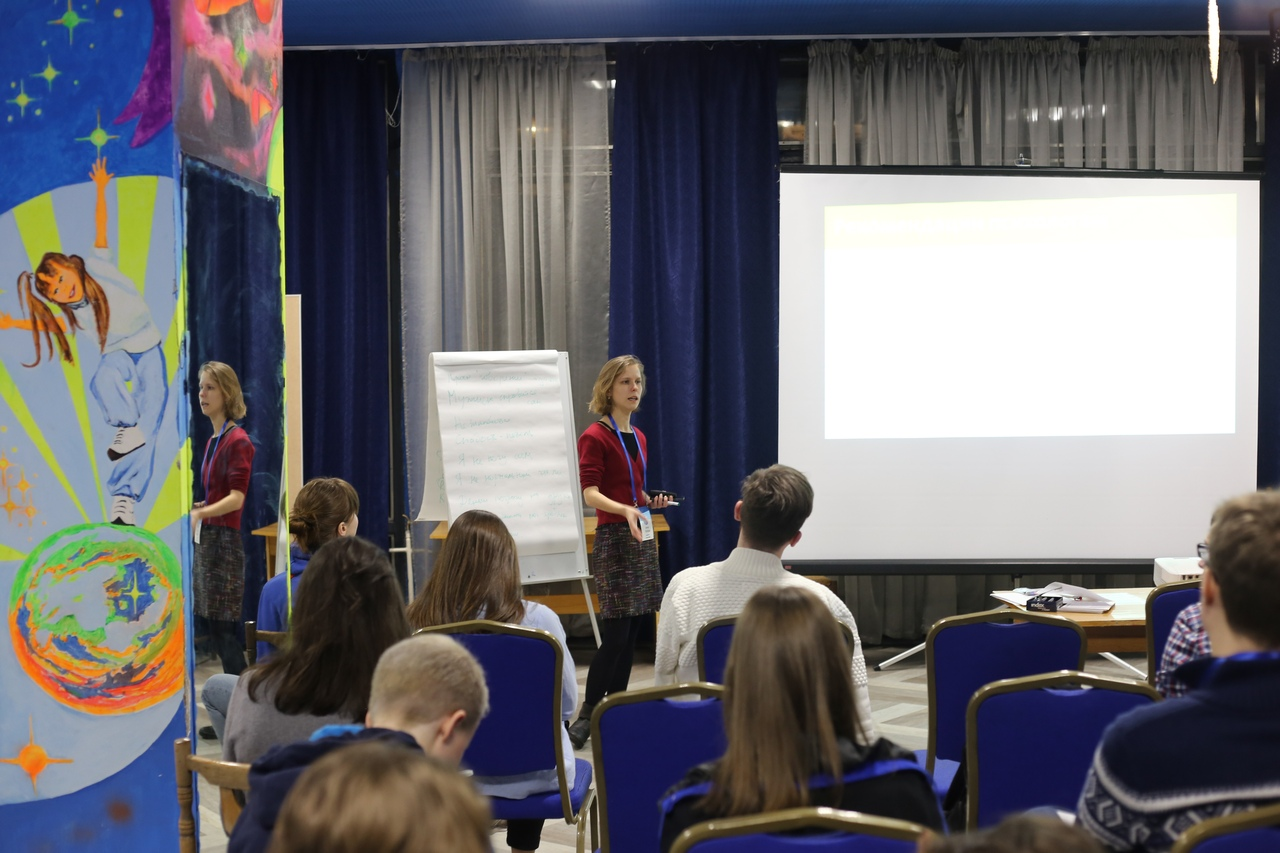
Лекция на ЗПШ СПбГУ-2019

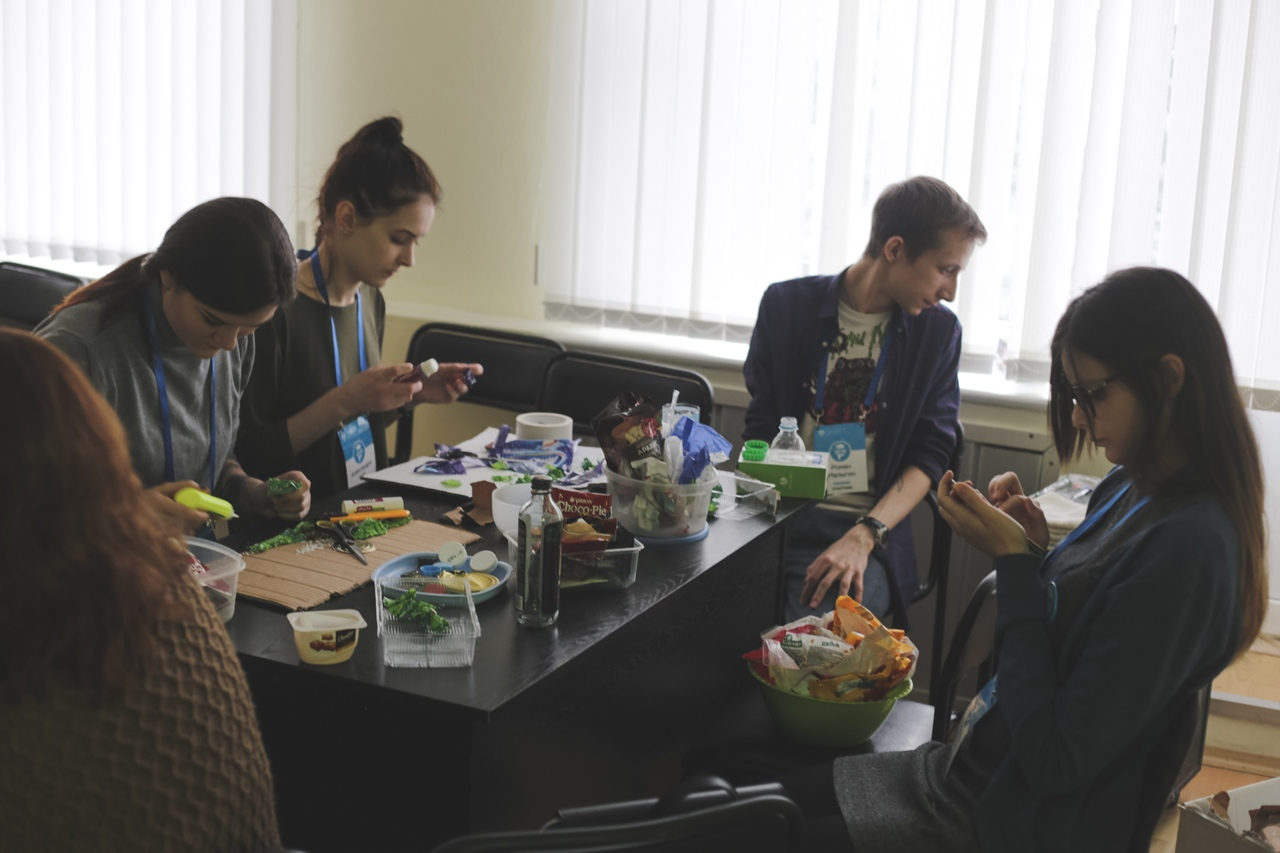
Арт-терапия на ЗПШ СПбГУ-2019

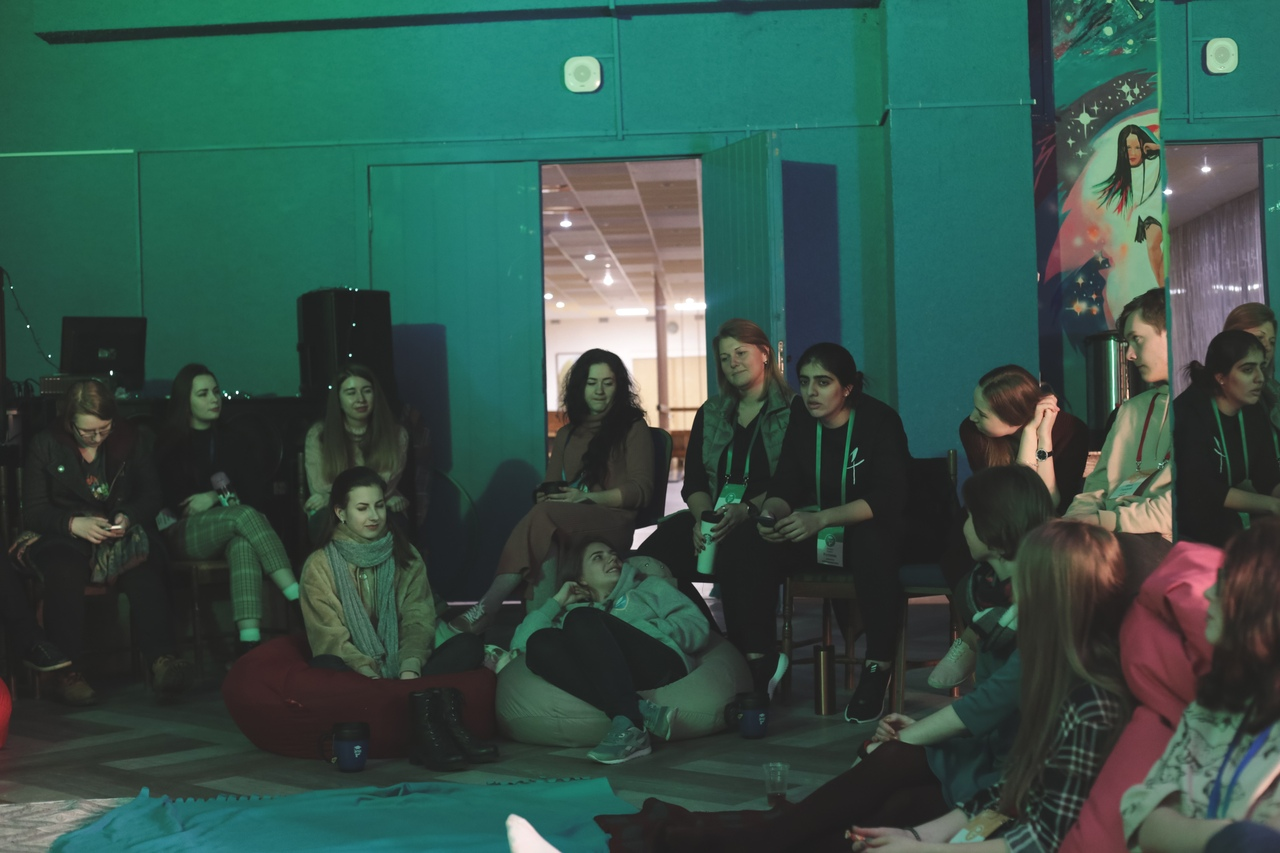
Вечер на ЗПШ СПбГУ-2019

Проект «Зимняя Психологическая Школа СПбГУ» стал лауреатом (в 2002) и дважды победителем (в 2006 и 2010) Национального конкурса «Золотая Психея» в номинации: «Вклад в развитие единого профессионального психологического сообщества России». Награждён двумя статуэтками «Золотая Психея».
Проект «Зимняя Психологическая Школа СПбГУ» в разные годы был поддержан Российским Гуманитарным Научным Фондом и Российским Фондом Фундаментальных Исследований.